# Liste des évêques de Nebbi
La liste des évêques de Nebbi recense les noms des évêques qui se sont succédé sur le siège épiscopal de Nebbi en Ouganda depuis la création du diocèse de Nebbi (en) (Dioecesis Nebbensis) le 23 février 1996 par détachement de celui d'Arua (en). 

## Sont évêques
- 23 février 1996-2 janvier 1999 : John Odama (John Baptist Odama)
- 2 janvier 1999-8 février 2011 : Martin Luluga
- 8 février 2011-23 novembre 2018 : Sanctus Wanok (Sanctus Lino Wanok), transféré à Lira

## Sources
- (en) Fiche du diocèse sur catholic-hierarchy.org